# 阿洛伊西奥 (1963年)
阿洛伊西奥（葡萄牙語：Aloísio，1963年8月16日—），巴西男子足球运动员，场上位置是后卫。他曾代表巴西国奥队参加1988年夏季奥林匹克运动会足球比赛，获得一枚银牌。